# Граве, Алексей Фёдорович де

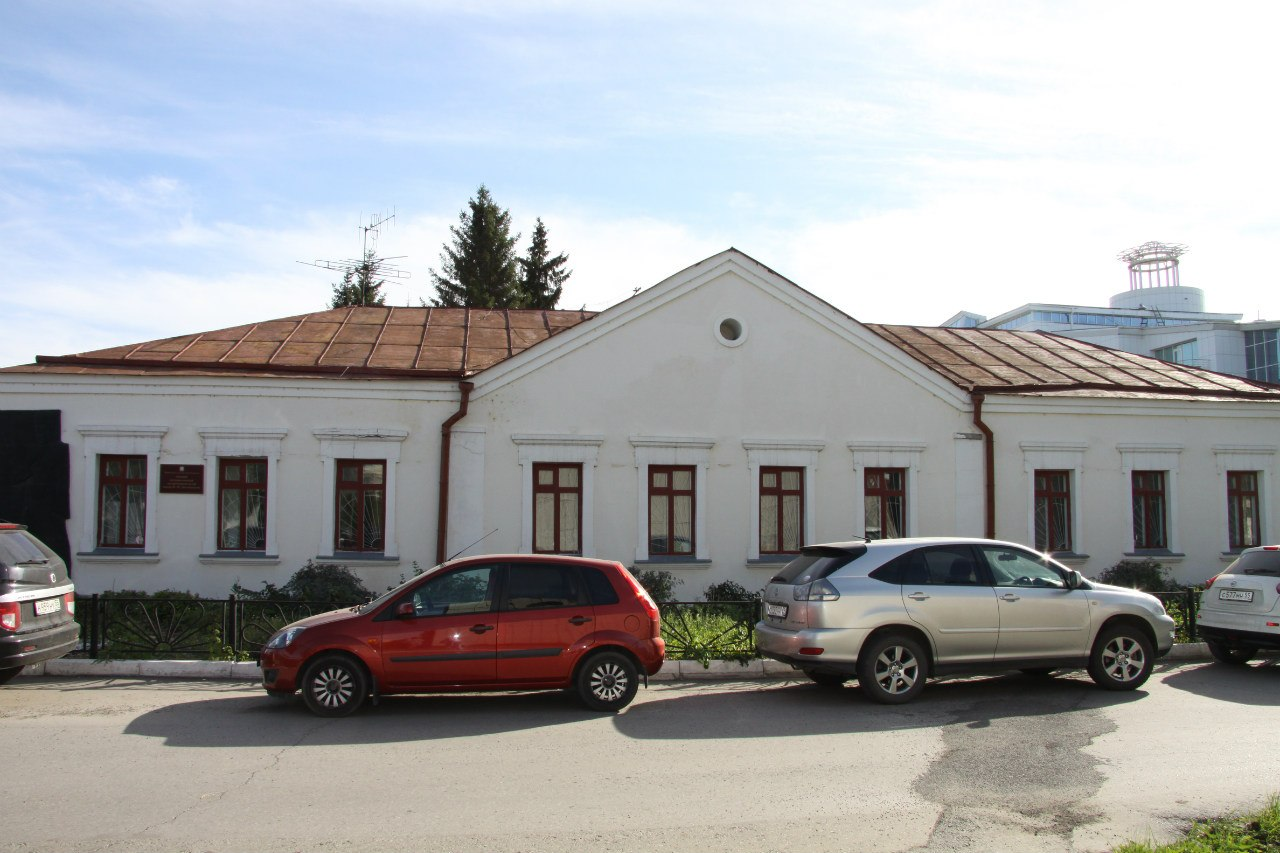
Дом комендантов Омской крепости. Омск, улица Достоевского, 1.

Алексей Фёдорович де Граве (1793, Курган, Тобольское наместничество — 11 [23] мая 1864, Омск, Тобольская губерния) — русский военный. Участник Отечественной войны 1812 года и Заграничных походов Русской армии, последний комендант Омской крепости, генерал-майор (1856).

## Биография
Алексей Фёдорович де Граве родился в дворянской семье в 1793 году в городе Кургане Курганского уезда Тобольской области Тобольского наместничества, ныне город —— административный центр Курганской области. Отец, судья города Кургана секунд-майор Фёдор Константинович де Граве, за службу пожалован землёй, которая находилась близ деревни Патронной Смолинской волости Курганского уезда, ныне деревня входит в Кетовский муниципальный округ Курганской области. По данным ревизий 1795 и 1850 годов, крепостные, принадлежвшие Фёдору, а затем его сыну надворному советнику Николаю Фёдоровичу де Граве проживали в деревне Патронной. Их количество: мужской пол: в 1782 году — 14, в 1795 году — 15, в 1834 году — 14, в 1850 году — 27; женский пол: в 1782 году — 13, в 1795 году —— 17, в 1850 году — 28; в 1850 году осталось 4 семьи: Тютины, Андреевы, Прокопьевы и Яковлевы.
Начал службу подпрапорщиком в Тобольском гарнизонном полку. В 1811 году переведён в 23-й егерский полк, с которым в звании портупей-юнкера принял участие в Отечественной войне 1812 года и в заграничных походах Русской армии. 19 ноября (1 декабря)  1812 года за отличие досрочно произведен в прапорщики, в 1813 году за отличие в сражении при Дрездене, где был ранен, произведён в подпоручики.
С 1822 года служил в Омске. В 1837 году произведён в полковники. В 1841 году Высочайшим приказом А. Ф. де Граве вступил в должность коменданта Омской крепости. 
26 августа (7 сентября)  1856 года произведён в генерал-майоры. Руководил Омской крепостью 23 года до её ликвидации в 1864 году.
22 июля (3 августа)  1858 года в Омске была открыта школа для девочек и приют для девочек «Надежда». В их создании принимала участие Анна Андреевна де Граве, жена коменданта Омской крепости.
Алексей Фёдорович де Граве умер 11 (23) мая 1864 года в городе Омске Омского уезда Тобольской губернии Западно-Сибирского генерал-губернаторства, ныне город — административный центр Омской области. Похоронен на Бутырском кладбище города Омска. Кладбище ликвидировано в 1940-е годы, занимало территорию примерно в квадрате современных улиц: Гусарова, Чернышевского, Рабиновича и Центрального переулка или улицы Октябрьской Центрального административного округа города Омска.

## Знакомство сФ. М. Достоевским
С 1850 года Де Граве будучи Омским комендантом, следившим за делами Омского каторжного острога помогал писателю Фёдору Михайловичу Достоевскому во время отбывания им наказания на каторге. Де Граве стал героем Ф. М. Достоевского в его «Записках из Мертвого дома».
В первом после каторжном письме к брату от 30 января — 22 февраля 1854 года Достоевский пишет о Граве, что «комендант был очень порядочный». 26 января 1852 г. Граве посылает рапорт инспектору по Инженерной части инженер-генералу Ивану Ивановичу Дену «Об облегчении участи арестантов Омской крепости из политических преступников Дурова и Достоевского», которые «заслуживают быть перечисленными в разряд исправляющихся с причислением к военно-срочному разряду арестантов <…> при перечислении их в упомянутый разряд, должно освобождать их <…> от ножных оков, и 10½ месяцев засчитать за год работы в крепостях». С 6 по 9 июля 1859 года по дороге из ссылки в Тверь Достоевский в Омске снова встречался с Граве.
О коменданте Омской крепости хранили память в семье Достоевских. После смерти писателя его вдова Анна Григорьевна, собирая все значительное, связанное с биографией мужа, отыскала фотографию А. Ф. де Граве и хранила ее в своем альбоме.

## Награды
- Орден Святого Георгия IV степени, № 6242, 11 (23) декабря 1840 года[16]
- Орден Святого Станислава I степени, 1862 год
- Орден Святого Владимира III степени, 1860 год
- Орден Святого Владимира IV степени, 1842 год
- Орден Святой Анны II степени, 1853 год
- Орден Святой Анны III степени, 1832 год
- Знак отличия беспорочной службы за 30 лет[17]
- Серебряная медаль «В память Отечественной войны 1812 года»[18]

## Семья
- Дед, Константин де Граве
- Бабушка, Фекла Ивановна де Граве (1735—1815, Курган)
  - Отец, Федор Константинович де Граве (1750—19 февраля (3 марта)  1809 года, Курган), секунд-майор, судья города Кургана, с 1805 года — городничий города Кургана.
  - 1-я жена отца, Елисавета Григорьевна (ум. между 1782 и 1795), дочь коллежского асессора Григория Мировича и Федоры Ивановны.
  - 2-я жена отца, Вера Васильевна (1764 — январь 1809, Курган).
    - Брат Николай, надворный советник (в 1850 году)
    - Брат
- Жена Анна Андреевна (урожд. Романова). Стала прообразом Анны Андреевны Версиловой, героини романа «Подросток» Фёдора Михайловича Достоевского[19].